# Wspólnota administracyjna Albstadt
Wspólnota administracyjna Albstadt – wspólnota administracyjna (niem. Vereinbarte Verwaltungsgemeinschaft) w Niemczech, w kraju związkowym Badenia-Wirtembergia, w rejencji Tybinga, w regionie Neckar-Alb, w powiecie Zollernalb. Siedziba wspólnoty znajduje się w mieście Albstadt.
Wspólnota administracyjna zrzesza jedno miasto i jedną gminę wiejską:
- Albstadt, miasto, 44 974 mieszkańców, 134,41 km²
- Bitz, 3 721 mieszkańców, 8,82 km²